# Peter Brandis
Peter Brandis (* 13. Mai 1959 in Düsseldorf) ist ein deutscher Jurist. Er war vom 17. August 2005 bis zum 31. Juli 2025 Richter am Bundesfinanzhof, seit dem 29. November 2018 Vorsitzender Richter.

## Leben und Wirken
Brandis war nach seiner Ausbildung im gehobenen Dienst der Finanzverwaltung des Landes Nordrhein-Westfalen und seinem juristischen Studium zunächst als wissenschaftlicher Mitarbeiter am Institut für Steuerrecht der Universität zu Köln tätig. Nach der Promotion und dem zweiten juristischen Staatsexamen nahm er seine Tätigkeit an der Universität wieder auf, wechselte alsdann als hauptamtlicher Dozent an die Bundesfinanzakademie im Bundesministerium der Finanzen. Zuletzt war er Oberregierungsrat, bevor er zum Richter am Finanzgericht Düsseldorf ernannt wurde. Nach der Ernennung zum Richter am Bundesfinanzhof 2005 war er dem I. Senat zugewiesen, der insbesondere für Körperschaftsteuerrecht und Internationales Steuerrecht zuständig ist. 2018 übernahm Brandis den Vorsitz des für Umsatzsteuer und Körperschaftsteuer zuständigen XI. Senats.
Ende Juli 2025 wurde er in den Ruhestand verabschiedet.